# RM-17
La RM-17 o Enlace A-30 con la RM-16 es una autovía autonómica de la Región de Murcia que le enlazará en la parte sur desde la autovía A-30 hasta la glorieta de la autovía RM-16 acceso al nuevo Aeropuerto Internacional de la Región de Murcia.
Las obras de construcción de la autovía comenzaron el 26 de enero de 2010 y finalizaron el 3 de marzo de 2011. Fue inaugurada por el entonces Presidente de la Región de Murcia, Ramón Luis Valcárcel.
El tramo entre la salida 2 y el aeropuerto permaneció cerrado hasta la apertura del mismo, el 15 de enero de 2019.

## Tramos
| Denominación | Tramo        | Kilómetros | Año servicio |
| ------------ | ------------ | ---------- | ------------ |
| RM-17        | A-30 - RM-16 | 1,6        | 2011         |

## Salidas
| Velocidad | Esquema | Salida | Sentido A-30                           | Sentido RM-16                  | Carretera   | Notas |
| --------- | ------- | ------ | -------------------------------------- | ------------------------------ | ----------- | ----- |
|           |         |        | RM-17                                  | Enlace con RM-16               |             |       |
|           |         |        | Los Martínez del Puerto 3 Cartagena 31 |                                | RM-F21 A-30 |       |
|           |         | 1      |                                        | Parque Logístico SURESTE (sur) |             |       |
|           |         |        | Los Martínez del Puerto 1 Cartagena 29 | aeropuerto 4                   | RM-F21 A-30 |       |
|           |         |        | Enlace con A-30                        | RM-17                          |             |       |